# دوبنه (جیرفت)
دوبنه، روستایی از توابع بخش مرکزی شهرستان جیرفت در استان کرمان ایران است.
این روستا از طوایفی و اقشار متفاوتی تشکیل شده است که عموما ریشه اصلی آنها دو طایفه بزرگ رئیسی و ملایی می باشد.
شغل و پیشینه اصلی مردم این روستا کشاورزی  و دام داری می باشد.

## جمعیت
این روستا در دهستان اسلام‌آباد (جیرفت) قرار دارد و براساس سرشماری مرکز آمار ایران در سال ۱۳۸۵، جمعیت آن ۱٬۷۳۲ نفر (۳۳۴خانوار) بوده‌است.